# Решетово (Челябинская область)
Решетово — упразднённый посёлок в Ашинском районе Челябинской области. На момент упразднения входил в состав Первомайского сельсовета. Исключен из учётных данных в 1995 г.

## География
Располагался на западе района, у подножья хребта Каратау, на реке Малая Аша, в 15,5 км (по прямой) к северо-западу от города Миньяр.

## История
До 1917 года посёлок входил в состав Ашинской волости Уфимского уезда Уфимской губернии. По данным на 1926 год курень Решетовский состоял из 6 хозяйств. В административном отношении входил в состав Ашинского поссовета Миньярского района Златоустовского округа Уральской области.
По данным на 1970 год посёлок Решетово входил в состав Первомайского сельсовета, в нём располагался лесоучасток.
Постановлением Челябинской областной думы от 21.12.1995 г. № 307 посёлок исключен из учётных данных.

## Население
По данным переписи 1926 года на курене проживало 18 человек (11 мужчин и 7 женщин), в том числе: татары составляли 22 % населения, русские —72 %.
Согласно результатам переписи 1970 года на посёлке проживал 292 человека.